# Cyril Auvity
Pour les articles homonymes, voir Auvity.
Cyril Auvity est un chanteur lyrique ténor français né en 1977 et spécialisé dans le répertoire baroque.

## Formation
Cyril Auvity, originaire de Montluçon dans l'Allier en Auvergne, commence sa formation musicale dès l'age de neuf ans, en débutant chez les Petits chanteurs à la Croix de Bois. Il entre plus tard chez les Petits chanteurs de Douai. À l'internat, il apprend le répertoire, mais son talent l'emmène tout de suite en tournée avec son groupe de jeunes choristes. En 1990, avec son chœur, ils proposent leur participation à l'émission de Patrick Sabatier, Tous à la une, qui éclaire le talent d'anonymes. Cyril Auvity est repéré et invité par la production, où il rencontre le chanteur lyrique Luciano Pavarotti.
Il entre en 1992 au Conservatoire de Douai, où il étudie le chant avec Louis Haggen Williaems. Il y rejoint également le Chœur Régional Nord - Pas-de-Calais. En 1995, il intègre le Conservatoire de Lille et y entrera en classe supérieure de chant.
Le tout jeune chanteur remporte le Concours international de chant de Clermont-Ferrand en 1999. En avril 2000, il participe à une production de Barbe-Bleue d'Offenbach avec l'Université de Lille I puis à un concert d'extraits d'opérettes à Bourges le 11 juillet de la même année.
En dehors de la musique, Cyril Auvity possède un diplôme de licence en sciences physiques, obtenu à l'Université Lille I. D'abord décidé à devenir professeur, il sera finalement repéré par un agent qui le poussera à auditionner pour un rôle baroque, ce qui lancera ses tout débuts.

## Carrière
Il entame véritablement sa carrière lyrique en 2000 quand William Christie, avec les Arts Florissants, lui confie le rôle de Télémaque dans l'opéra Le Retour d'Ulysse dans sa patrie de Monteverdi. Il est représenté au Festival d'art lyrique d'Aix-en-Provence, puis en tournée à l'Opéra de Lausanne et à l'Opéra Comique à Paris notamment, mais également aux États-Unis. Selon le chanteur, sa rencontre à 22 ans avec le chef d'orchestre, sur les conseils d'Eva Wagner, a marqué un véritable tournant dans sa vie lyrique, qui lui fit notamment découvrir la musique ancienne. Auditionné pour un rôle dans le Retour d'Ulysse, il y chante un morceau d'Haendel qui fera dire à Christie : « Votre voix est intéressante mais votre anglais est effroyable ». Cette production obtiendra cinquante représentations.
Avec William Christie, dans les quelques années qui suivent leur rencontre, il chante un Esprit dans Actéon de Charpentier en 2001 au Théâtre des Champs-Élysées et à l'Opéra National de Bordeaux notamment. En 2003, il chante dans une production de King Arthur de Purcell à l'Opéra de Rouen.
En 2004, Cyril Auvity joue David de David et Jonathas de Charpentier dans une tournée mondiale, passant par la Philharmonie de Paris et le Brésil notamment. Puis, la même année, il obtient le rôle principal dans Persée de Lully, sous la direction d'Hervé Niquet à Toronto, qui donnera lieu à une captation vidéo.
En 2010, il chante Amadis dans l'opéra homonyme de Lully, en tournée française. La même année, il débute à La Monnaie dans une production de Platée de Rameau, et à Versailles pour le même opéra dans une autre production, en 2013. Cette année-là marque aussi une production d'Haendel, Acis et Galatée, au Concertgebouw d'Amsterdam. Au cours de ces années, il collabore de nombreuses fois avec Christophe Rousset, pour des opéras baroques comme la Calisto de Cavalli, The Fairy Queen de Purcell, etc.

## Voix et chant
Cyril Auvity est désigné comme un ténor dans la panoplie des tessitures, et est parfois présenté comme une haute-contre, qui correspond à une voix particulièrement aiguë dans la musique classique, et baroque en particulier. Il est également défini comme un « ténor léger », avec une voix « à la française », à l'instar d'un rôle comme Nadir dans Les Pêcheurs de Perles de Bizet.
Cyril Auvity affirme que son répertoire musical de prédilection est la « musique de scène française », attiré principalement par la langue et le style de celle-ci. Il apprécie en sus l’esthétique baroque, en particulier sa gestuelle, qu'il découvre lors d'une création de Médée de Charpentier. Il résume son goût avec ces mots : « la "mélodie française" de la musique baroque ». Cependant, il chante également beaucoup de musique italienne avec Les Arts Florissants : il jouera par exemple à plusieurs reprises le personnage principal de L'Orfeo de Monteverdi.

## EnsembleL'Yriade
En 2004, il fonde son propre ensemble, L'Yriade, avec des musiciens lauréats du programme Déclic de Cultures France. Cet ensemble de chambre (violon, violoncelle, clavecin et voix) est pensé pour jouer la musique ancienne et le répertoire du baroque français des cantates et d'« airs de cour ».

## Récompenses
Outre les succès aux concours à ses débuts, le chanteur remporte les Victoires de la Musique classique en 2007 en tant que révélation lyrique.

## Autres rôles
- Le Fou dans Wozzek d'Alban Berg, en 2007 à l'Opéra de Lille et à celui de Caen.
- Don Otavio dans Don Giovanni de Mozart, en 2007 au Festival Radio France de Montpellier, dirigé par Emmanuel Krivine.
- Tamino dans La Flûte enchantée de Mozart, en 2008 à l'Opéra de Montpellier.
- Morphée dans Atys de Lully, en 2011 à l'Opéra Royal de Versailles, dirigé par William Christie et mis en scène par Jean-Marie Villegier.
- Monostatos dans La Flûte enchantée de Mozart, en septembre 2014 à l'Opéra de Vichy.
- Valère et Tacmas dans Les Indes Galantes de Rameau en 2016 à Munich.
- Ceix dans Alcyone de Marais en 2017 à l'Opéra Comique de Paris, dirigé par Jordy Savall.
- Directeur de cabaret dans Pinocchio de Philippe Boesmans, mis en scène par Joël Pommerat à l'Opéra de Bordeaux et à Aix.
- Jason dans Médée de Charpentier, en 2019 à Genève, mise en scène de David McVicar, direction Leonardo Garcia Alarcón.

## Principaux enregistrements
- En 2007, il enregistre avec Gérard Lesne et l’Ensemble Il Seminario Musicale Epitphium Carpentarii H.474, Orphée descendant aux enfers H.471  et douze Air sérieux et à boire de Marc-Antoine Charpentier pour le label Zig Zag territoires.
- En 2007, il enregistre avec L'Yriade, les cantates Orphée de Clérambault et de Rameau, Tristes déserts H.469 de Marc-Antoine Charpentier pour le label Zig Zag territoires.
- En 2016, il publie avec L'Yriade Les Stances du Cid  H.457 - H.459 et neuf Airs sérieux et à boire H.446, H.466, H.455, H.467, H.463, H.445, H.442, H.464, H.465 de Marc-Antoine Charpentier chez Glossa. Album enregistré en 2015 [12]. Il reçoit un Diapason d'Or[6].
- en 2018, il interprète le rôle d’Orphée dans  La Descente d’Orphée aux enfers H.488  de Marc-Antoine Charpentier, avec l’Ensemble Desmarest. Label GLOSSA
- En 2020, il enregistre un récital dédié au compositeur Constantjin Huygens, qui est récompensé d’un CHOC du magazine Classica.
- En 2022, il interprète les  Airs sérieux et à boire de Marc-Antoine Charpentier avec Les Épopées, dir Stephane Fuguet  (CSV 2023)